# Baeda Maryam III
Baeda Maryam III, död 1831, var kejsare av Etiopien under april 1826.